# Maccabi Kraków
Maccabi Kraków was een Poolse voetbalclub. De club werd in 1909 opgericht en richtte zich voornamelijk op de joodse gemeenschap in Polen. Maccabi speelde in de regionale reeksen tot de opheffing van de club in 1939.
Voordat de term "Heilige Oorlog" werd gebruikt om wedstrijden tussen Wisła Kraków en Cracovia Kraków te definiëren, werd deze gebruikt in wedstrijden tussen het zionistische Maccabi en Jutrzenka Kraków. 